# Zinkboerenkers
Zinkboerenkers (Thlaspi caerulescens var. calaminare, vaak ook als aparte soort gezien als Thlaspi calaminare, synoniem: Noccaea calaminare) is een plant uit de kruisbloemenfamilie (Cruciferae oftewel Brassicaceae).

De soortaanduiding caerulescens betekent 'blauwgroen lijkend' en heeft betrekking op het blad.  De variëteitsaanduiding calaminare is afkomstig van de plaatsnaam Kelmis, in het Frans la Calamine genoemd, waar in de 19e eeuw een zinkmijn gevestigd was. Hier is nog steeds een rijke zinkflora aanwezig.

## Kenmerken
Zinkboerenkers is een tweejarige plant met een bladrozet met elliptisch blad. De vaak meerdere lage stengels zijn niet vertakt. De lila-achtige bloemtros is ijler dan die van de verwante witte krodde (Thlaspi arvense). De vruchten zijn afgeplat met een vleugelrand. De bovenzijde is iets afgeplat met een lichte inkeping in het midden. Daardoor is een lepel- of hartvorm ontstaan.
De bladen zijn stengel omvattend.

## Voorkomen
De plant komt voor op de oeverlanden van zinkbevattende rivierdalen, zoals het dal van de Geul in de provincie Luik en het zuidelijkste stukje van de Geul in de Nederlandse provincie Limburg. Door de voormalige exploitatie van zinkmijnen langs de Geul in Kelmis en Plombières is zinkhoudend water op de rivieroevers beland en is er een speciale flora ontstaan. Deze komt ook voor in Duitsland ten zuidoosten van Aken.
In zijn boek Uit ons Krijtland (1911) beschrijft Eli Heimans de vondst van deze plant langs de Geul: "een klein wit kruisbloempje dat (...) trouw de Geul bijhoudt en geen tien pas van zijn zijde wijkt. Het heet Alpen-kers.
Zinkboerenkers komt hiernaast binnen Nederland voor in het Rijnmondgebied op een plaats waar kennelijk zinkhoudende sintels zijn gestort.
In Duitsland komt de zinkboerenkers overigens ook aan de noordrand van de middelgebergten voor. Dit verspreidingsgebied strekt zich uit tot het Ertsgebergte op de grens met Tsjechië. Deze ondersoort Thlaspi caerulenscens, ssp. calaminare groeit daar waar ertshoudend gesteente aan het aardoppervlak ligt. Zo is de plant recentelijk ook gevonden in het noordoostelijk deel van het Frankenwald (Noord Beieren), dat de verbinding vormt tussen het Thüringerwoud en het Ertsgebergte. In dat deel van het Frankenwald bevinden zich vele oude ertsontginningen.

## Voetnoten
1. ↑  Heimans, Eli (1911) - Uit ons Krijtland. Amsterdam : W. Versluys. p. 111.